# Achty
Achty (russisch Ахты; lesgisch Ахцагьар, Achzahar) ist ein Dorf (selo) in Dagestan mit 13.405 Einwohnern (Stand 14. Oktober 2010) vorwiegend lesgischer Nationalität.

## Geographie
Achty liegt im Süden Dagestans, 254 km von Machatschkala und 102 km von der nächsten Eisenbahnstation Belidschi an der Strecke Machatschkala – Baku entfernt an der Mündung des Achty-Tschai in den Samur in einer Höhe von etwa 1050 m. Das Dorf ist Verwaltungszentrum des Rajons Achtynski und des Selsowets (Gemeinde) Selsowet Achtynski.

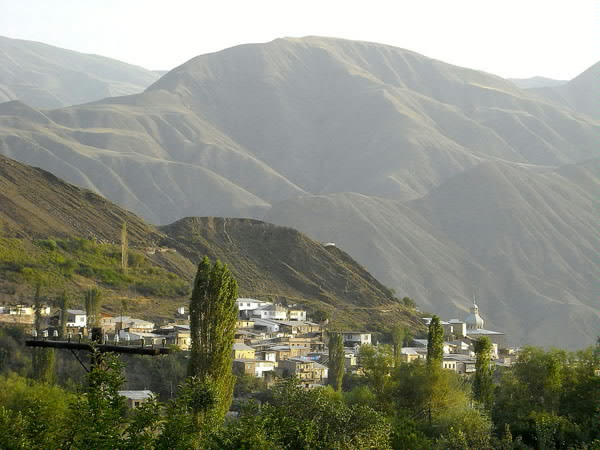
Das historische Zentrum von Achty
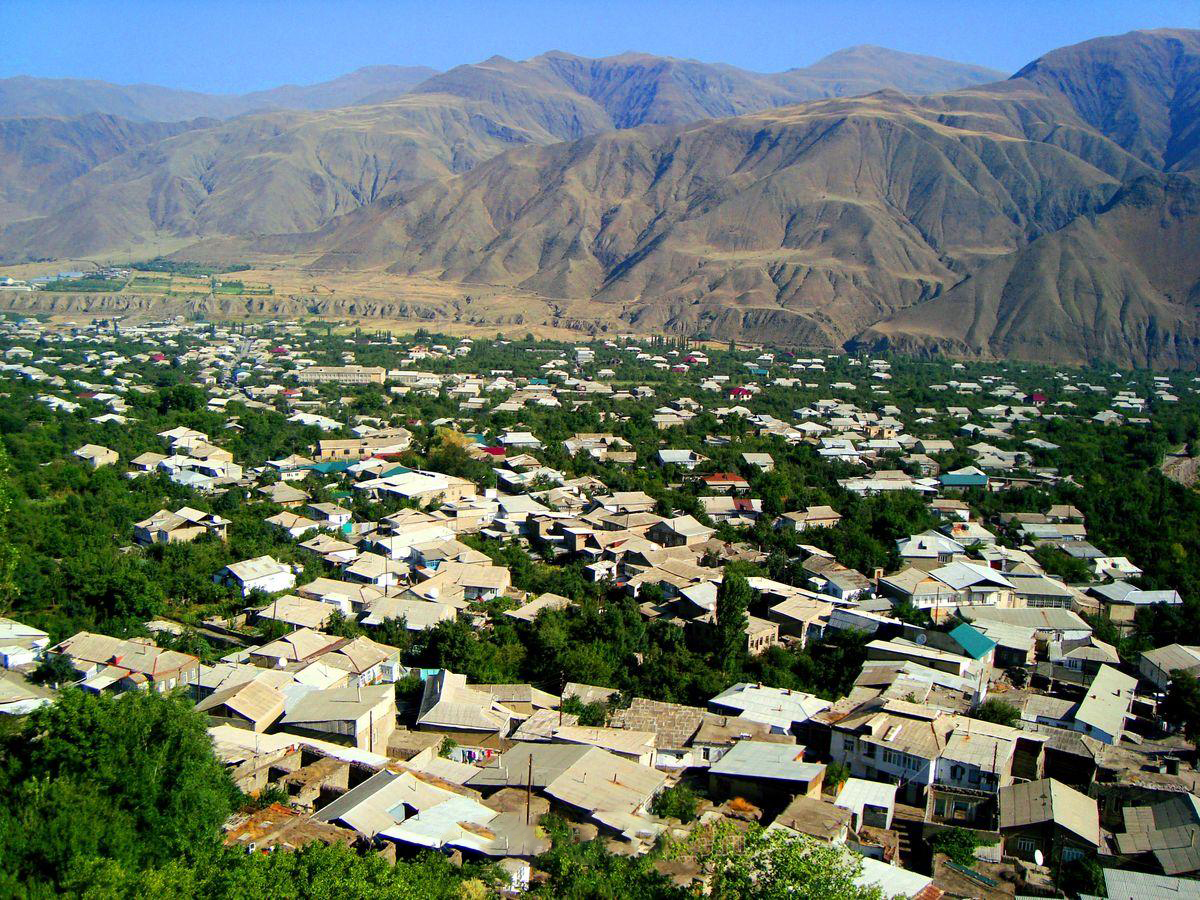
Die Ebene von Achty am Fluss Samur

## Mineralquelle
Fünf Kilometer südwestlich am linken Flussufer in der Schlucht befindet sich eine Mineralquelle. Die Quellen Achtys enthalten Schwefelwasserstoff, Radon, Iod und Brom. Die Temperatur der Quellen schwankt jahreszeitlich bedingt und liegt zwischen 38 °C und 68 °C. Um die Quellen entstand der Kurort Achty.

## Geschichte
Der genaue Termin der Siedlungsgründung ist unbekannt. Örtliche Historiker bezeichnen die Mitte des ersten Jahrtausends v. Chr. als wahrscheinlichsten Zeitraum. Während des Kaukasuskriegs, den das Russische Reich mit dem Ziel des Anschlusses der Region von 1817 bis 1864 führte, wurde Achty 1839 von russischen Truppen eingenommen. Im gleichen Jahr wurde die Festung Achty erbaut. 1848 kam es zur Verteidigung der Festung Achty gegen die aufständischen Truppen des Imams Schamil. Achty war Verwaltungssitz des Okrugs Samur der Oblast Dagestan des Russischen Reiches.
Im Ort steht ein Denkmal für Scharwili, einen Helden des lesgischen Nationalepos.

### Bevölkerungsentwicklung
| Jahr | Einwohner |
| ---- | --------- |
| 1897 | 3.190     |
| 1939 | 5.179     |
| 1959 | 5.478     |
| 1970 | 7.189     |
| 1979 | 7.370     |
| 1989 | 7.356     |
| 2002 | 13.152    |
| 2010 | 13.405    |

Anmerkung: Volkszählungsdaten

## Söhne und Töchter des Dorfes
- Hadschi Achtynski (1865–1914), Dichter
- Kasi Mahomed Agassijew (1882–1918), Revolutionär
- Mirsa Ali al-Achty (1771–1858), Dichter, Oberhaupt von Achtypara
- Chasbulat Askar-Sarydscha (1900–1982), Bildhauer
- Safijat Askarowa (1907–1955), Filmschauspielerin
- Alla Dschalilowa (1908–1992), Ballerina, Solistin des Bolschoi-Theaters[2]
- Idris Schamchalow (1877–1944), Dramatiker und Theaterschauspieler, Gründer des ersten modernen Theaters in Dagestan (1906)